# 日晷炮

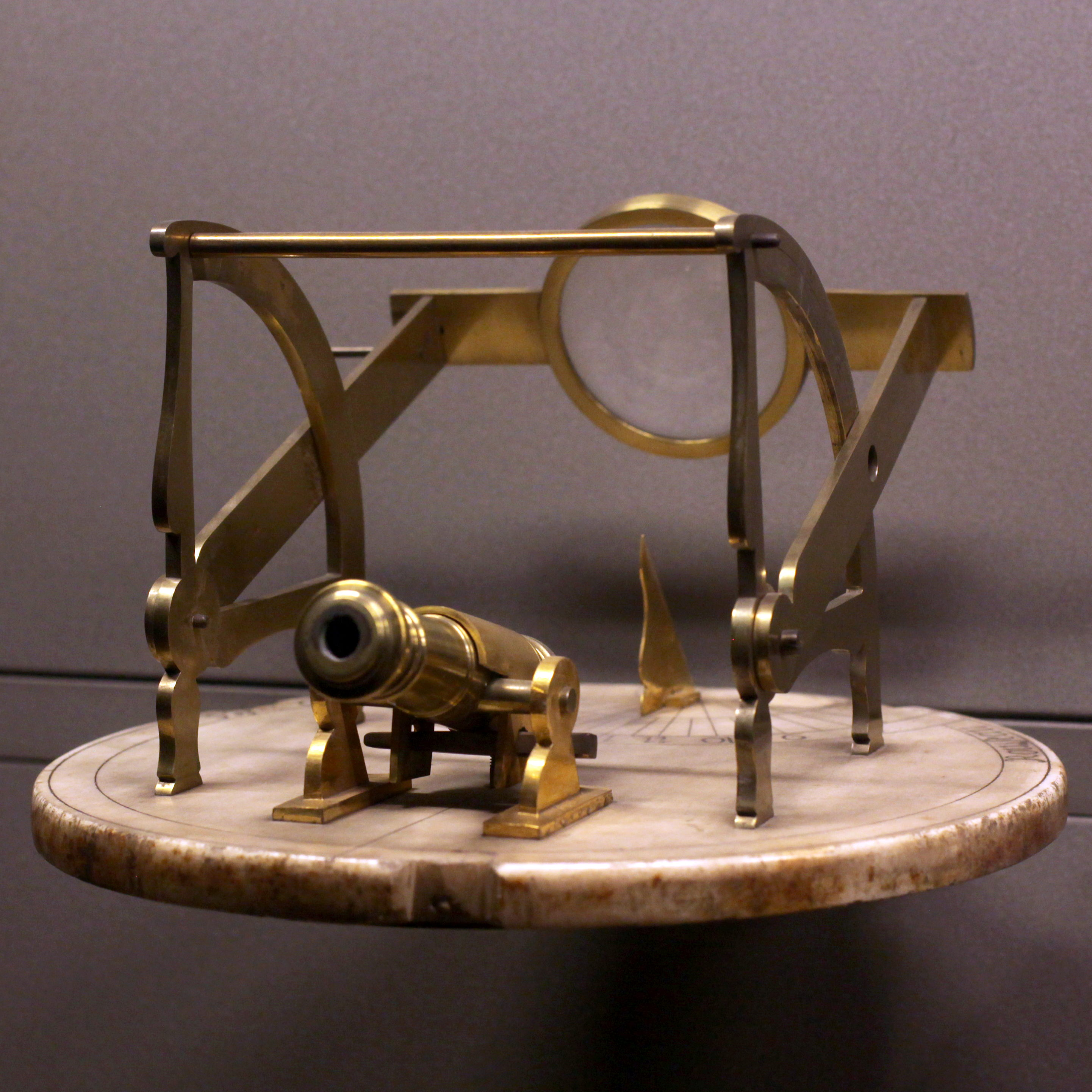
巴黎的卢梭（Rousseau）在18世纪末或19世纪初制造的日晷炮。底部的日晷为大理石材质，火炮为黄铜制成

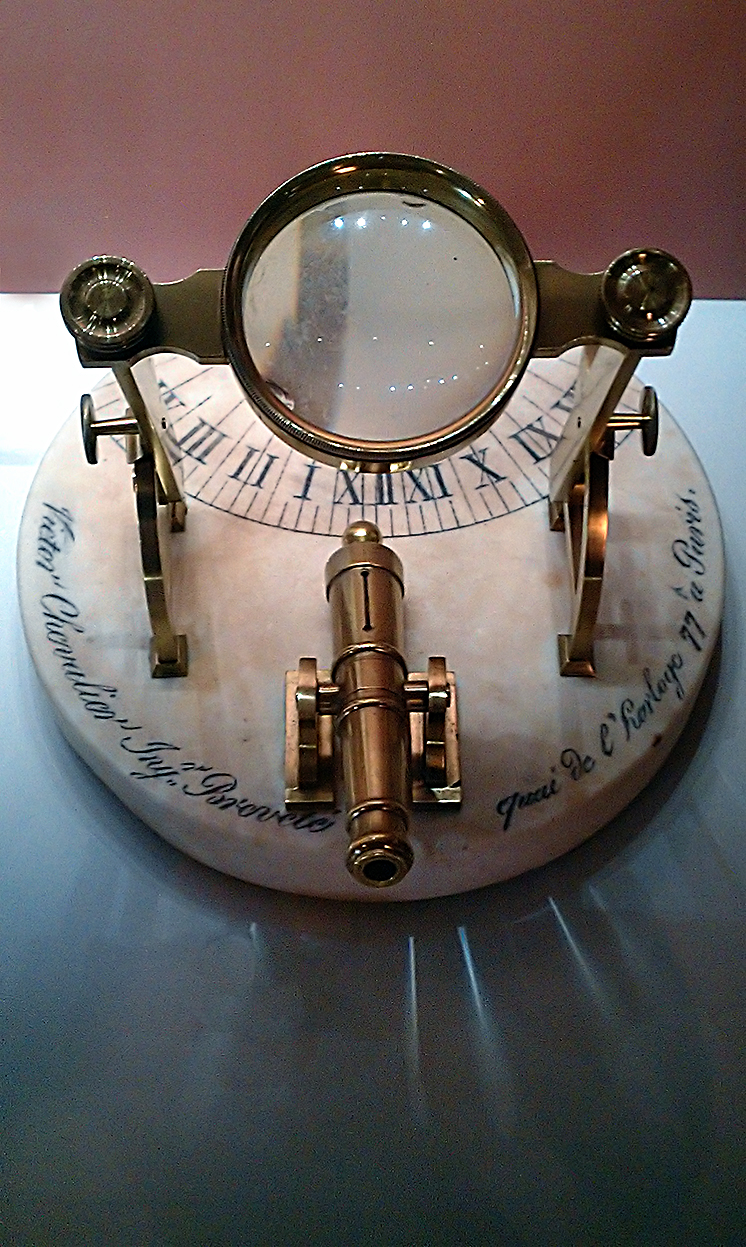
制造于1800年左右的日晷炮

日晷炮（英語：sundial cannon）是由日晷、火炮和凸透镜组成，用以在正午报时的装置。当日晷炮的日晷对准正南北方向时，它能够以悬挂在火炮斜上方的凸透镜匯聚日光，在正午点燃火炮引信。英文中它也称作正午炮（noon cannon）或子午线炮。日晷炮的尺寸依用途有所不同，可大可小：作为家用物件的日晷炮可以用来为午餐报时，而大型的日晷炮可见于公园的正午报时。
18世纪时欧洲王室使用日晷炮，英国格林尼治的国家航海博物馆即藏有一件此类日晷炮。汉弥尔顿钟表公司收藏有一件大约在1650年制造于巴黎的日晷炮，日晷为大理石材质，而火炮为黄铜制成。

## 历史
日晷炮最早出现在16世纪前期。在公园中的使用则主要集中于18世纪以及19世纪的前期。日晷是装置的底座，火炮与透镜安装在日晷之上。日晷炮有一个在海船上使用的变种：日晷枪。小型化的日晷枪也被作为玩具，例如1979年曾有枪械制造商生产可组装的日晷枪玩具套件。

## 操作方法
令炮身上安装导火索的引火槽与日晷的中轴重合， 令日晷的中轴指向正南北方向。调整日晷上方的透镜，使得正午时的阳光能够被匯聚到导火索上。正午时导火索会被引燃，从而点燃炮身内的火药。安装透镜的架子是可以调节角度的，以适应一年中不同日子里正午太阳高度的不同。冬季时正午太阳高度较低，透镜的位置应当随之调低，例如巴黎的卢梭在1650左右所制的日晷炮在冬至日透镜的位置比夏至日要低4英寸。
在舰船上使用时，日晷炮必须安装在可以水平旋转的底座上。使用时须依照船上的指南针矫正日晷炮指向，确保在正午时其轴线指向正南北。在这种使用场景下，通常日晷炮被叫做“正午炮”。随着舰船用精密时钟的普及，日晷炮的船上报时功能被替代，现在日晷炮仅能在一些不符合国际公约的船只上见到。

## 评论

### 本杰明·富兰克林
本杰明·富兰克林在《穷理查的年鉴》一书中如此描述日晷炮：
制作日晷炮的方法。日晷炮所服务的对象不限于一个家庭，它可以为10英里以内的所有邻人提供报时服务。人们不需要观察日晷就能知道时间。……请注意，日晷炮所需的最主要的消耗品是火药，而火炮只要处置得当，足以保存百年之久。在阴天日晷炮无法使用，更加可以节约火药。以我之愚见，日晷炮实为报时之良器。

### 《大众机械》杂志

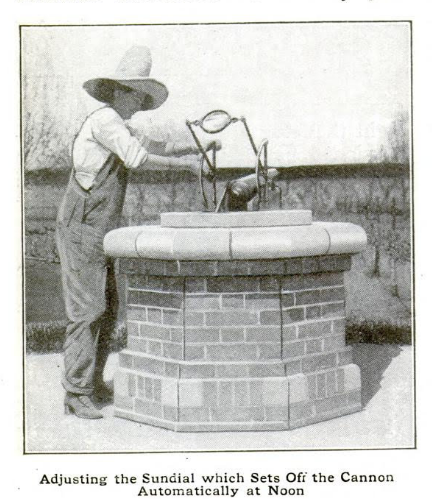
《大众机械》杂志在1911年所刊载的女性使用日晷炮的照片

美国杂志《大众机械》在1911年7月号曾刊登一篇文章，题为《农业中的女叛军》，文中包括一张图片（如右），赞扬了从事农业工作的自由女性劳动者，同时介绍了日晷炮作为午餐报时器的使用，将日晷炮看作一种有助于解放女性的工具。

## 参看
- 怡和午炮
- 正午炮 (南非)（英语：Noon Gun） - 位于南非开普敦信号山的大型日晷炮，使用至今